# Guerra anglo-spagnola (1727-1729)
La  Guerra anglo-spagnola dal 1727 al 1729 fu l'acme di una crisi dell'intera Europa. Si giunse solo a un relativamente ristretto teatro di guerra fra Inghilterra e Spagna, mentre una guerra europea generalizzata poté essere evitata. Il conflitto rappresentò un importante esempio, anche se poco notato, di come guerra e diplomazia potevano integrarsi nel XVIII secolo.

## Antefatti

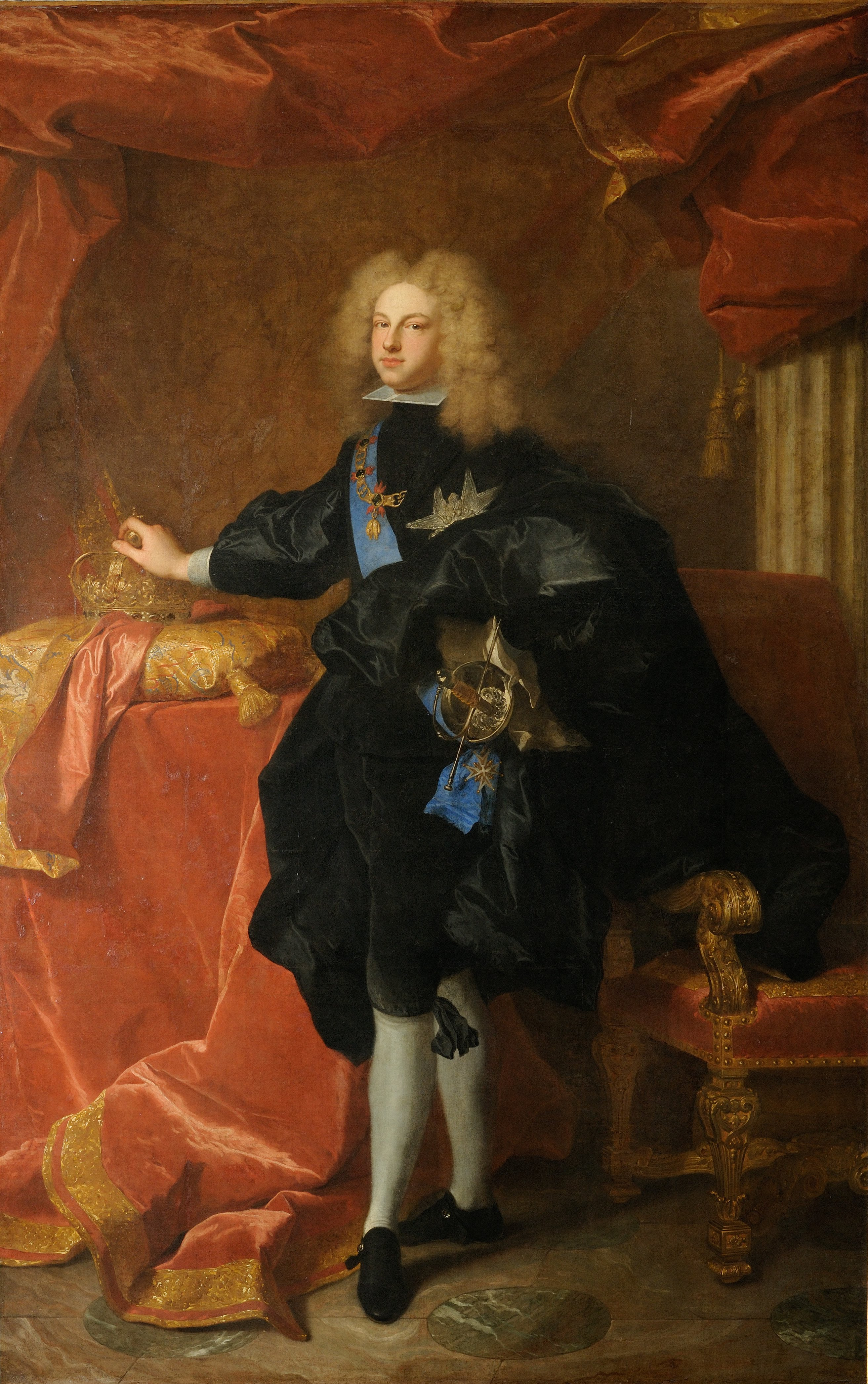
Filippo V di Spagna

La Spagna, nella guerra di successione spagnola (1701–1714) e in quella successiva della Quadruplice Alleanza (1718–1720), aveva perso tutti i suoi possedimenti in Italia a favore dell'Austria, così come la rocca di Gibilterra e l'isola di Minorca a favore dell'Inghilterra. Alla fine dell'ultimo conflitto il paese era piuttosto isolato in politica estera e l'inimicizia contro questi due paesi improntò la politica di Filippo V di Spagna. Emersero ancora contrasti politici con l'Inghilterra nella zona caraibica.
L'imperatore Carlo VI aveva utilizzato l'occupazione dei Paesi Bassi austriaci per istituire una Compagnia commerciale d'oltremare. Questa Compagnia di Ostenda operava dal 1719 in concorrenza con le grandi potenze navali che per questo vedevano pregiudicati i loro interessi economici. Già nel 1724 si giunse a un congresso europeo a Cambrai per chiedere, senza successo, lo scioglimento della Compagnia di Ostenda. In quell'occasione fu rimesso in discussione l'esito del trattato dell'Aia che assegnava al figlio più anziano di Filippo V il Granducato di Toscana e il Ducato di Parma e Piacenza. Su questo sia l'Austria sia la Spagna si trovarono in disaccordo con le potenze marinare.
Il 30 aprile 1725 fu firmata la pace di Vienna fra Spagna e Austria con la quale entrambi gli stati ricomposero le loro liti e si confermarono il reciproco appoggio. La Spagna riconobbe, prima grande nazione in Europa, la Prammatica Sanzione del 1713 e la Compagnia di Ostenda. In un accordo supplementare segreto al trattato di pace l'imperatore Carlo VI promise in cambio l'appoggio alla Spagna nei suoi sforzi di rioccupare Gibilterra e Minorca e in caso di guerra, di inviargli 30 000 soldati.
Quest'accordo, che secondo il punto di vista dei contemporanei minacciava l'equilibrio dei poteri in Europa, suscitò forti reazioni contrarie. Il 3 settembre 1725 l'Inghilterra, principato di Braunschweig-Lüneburg, la Francia e la Prussia (che sperava così di far accettare le sue pretese sulla contea di Jülich-Berg) stipularono un'alleanza detta alleanza delle case regnanti. A questa alleanza dovevano più tardi aderire anche Olanda, Svezia e Danimarca, che paventavano anch'esse danni economici da una stretta cooperazione austro-spagnola.

## La crisi

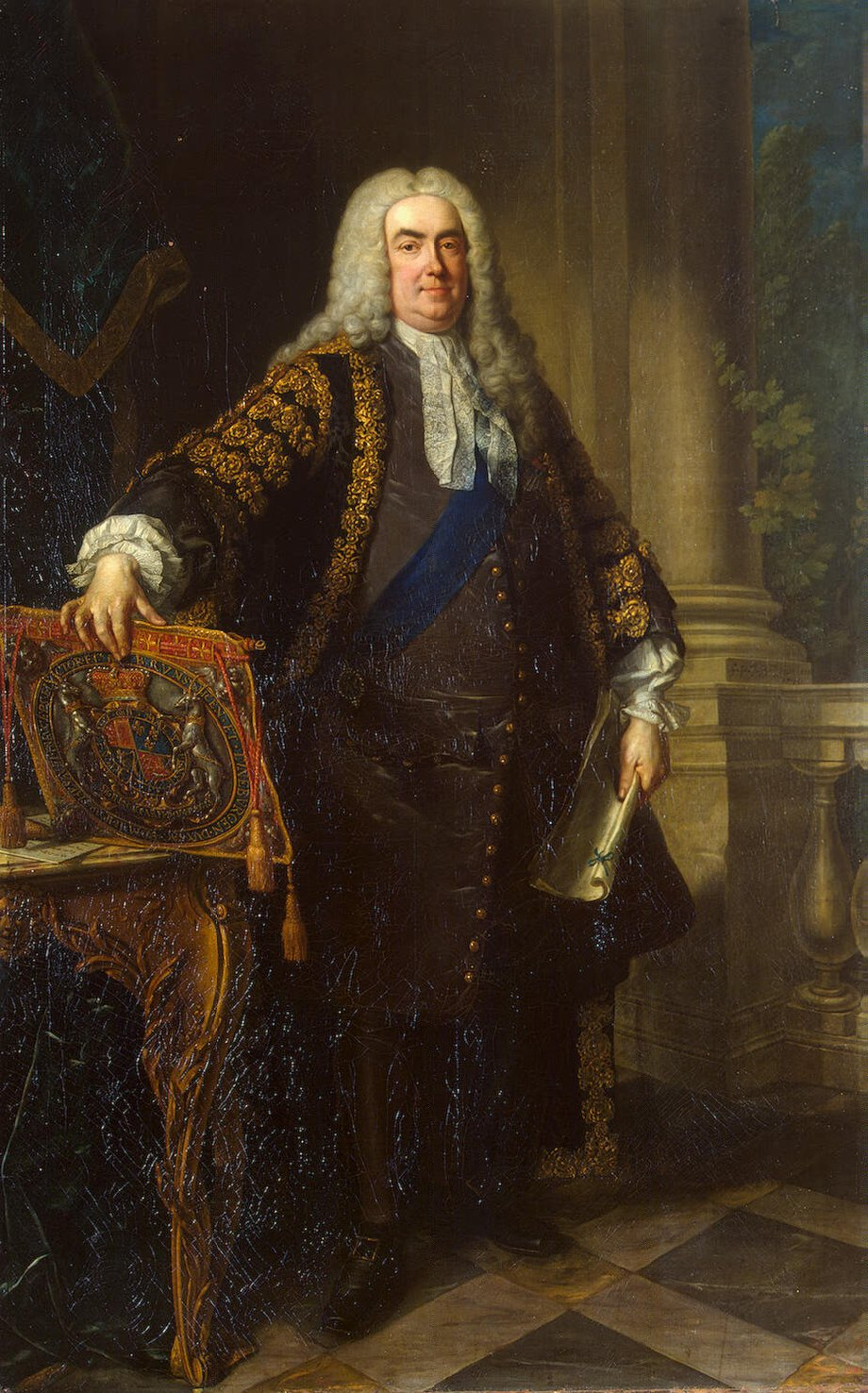
Il ministro Robert Walpole (1676 – 1745)

Nel 1726 la situazione politica già tesa peggiorò ed ebbe come conseguenza il riarmo delle potenze coinvolte. Ancora il 5 novembre del 1725 Spagna e Austria avevano rafforzato il loro patto e la promessa di aiuto reciproco in caso di guerra contro la Francia. In questo caso a Carlo VI sarebbero spettati l'Alsazia e le diocesi di Metz, Toul e Verdun, mentre Filippo V contava di occupare il Rossiglione. Furono inoltre prese in considerazione le nozze fra le figlie di Carlo VI e i figli di Filippo V. La prospettata unione fra le due dinastie era tuttavia idonea a disturbare ulteriormente gli equilibri politici europei e condusse alla adozione di contromisure da parte dei componenti dell'alleanza delle case regnanti. La situazione peggiorò ancora, quando anche la Russia il 6 agosto 1726 si unì all'alleanza austro-spagnola. A essa seguirono ancora la Polonia-Sassonia e la Baviera.
Piani di guerra erano inizialmente stati approntati da Inghilterra, Francia e Prussia. Truppe prussiane con una brigata dello Hannover avrebbero dovuto irrompere in Slesia, mentre la Francia avrebbe attaccato l'Austria o in Italia o sul confine del Reno. L'inserimento della Russia nell'alleanza austro-spagnola impedì però l'attuazione dei piani, poiché il re di Prussia Federico Guglielmo I si vide impossibilitato a condurre una guerra anche contro Caterina I di Russia. Comunque tutti gli stati coinvolti accelerarono i loro preparativi di guerra. Truppe furono inviate ai confini e già dall'agosto 1725 le difese di Gibilterra erano state sistemate, sotto la direzione del governatore inglese Richard Kane.
Nel corso del 1726 l'Inghilterra fece salpare tre flotte: una squadra navale incrociava nel Mar Baltico minacciando la Russia, un'altra controllava il Mediterraneo mentre la terza ebbe l'incarico di bloccare il commercio spagnolo nei Caraibi davanti a Portobelo. Così si sperava di mostrare a Filippo V la potenza navale inglese. Come contromisura la Russia inviò alcune sue navi nell'Atlantico, che svernarono nel porto spagnolo di San Andrea.

## Le operazioni militari
Già nel 1726 Spagna e Inghilterra si trovarono di fatto in guerra. Poiché però non si voleva un'escalation del conflitto armato, la squadra navale inglese davanti a Porto Belo aveva ricevuto l'ordine dal ministro Robert Walpole (1676 – 1745) di non attaccare la città ma solamente di bloccare le navi per impedire i commerci degli spagnoli. Tuttavia nel clima tropicale si svilupparono a bordo delle navi molte malattie, che costarono la vita a migliaia di marinai e soldati, l'ammiraglio comandante la squadra incluso, dopo di che il conflitto nei Caraibi si limitò a un'estensione della guerra fra navi commerciali e navi corsare, impiegate da entrambe le parti.
La sola grossa operazione militare del conflitto fu l'assedio di Gibilterra.
La Spagna non aveva mai accettato la perdita della rocca di Gibilterra (1704) confermata nel 1713 dal Trattato di Utrecht. Era questa l'occasione per riprendersela e Filippo V inviò un corpo d'armata di 12 000 soldati (secondo alcuni molti di più, fino a 25 000) che avrebbero dovuto essere comandati dal marchese di Villadrias, il quale già nel 1704 aveva tentato l'assedio alla città. Ma questi rinunciò all'incarico in quanto non credeva che l'assedio sarebbe stato coronato da successo.
Il suo posto fu preso dal generale Conde de la Torres, che iniziò le operazioni sotto la rocca, difesa da circa 1 500 soldati inglesi l'11 febbraio 1727.

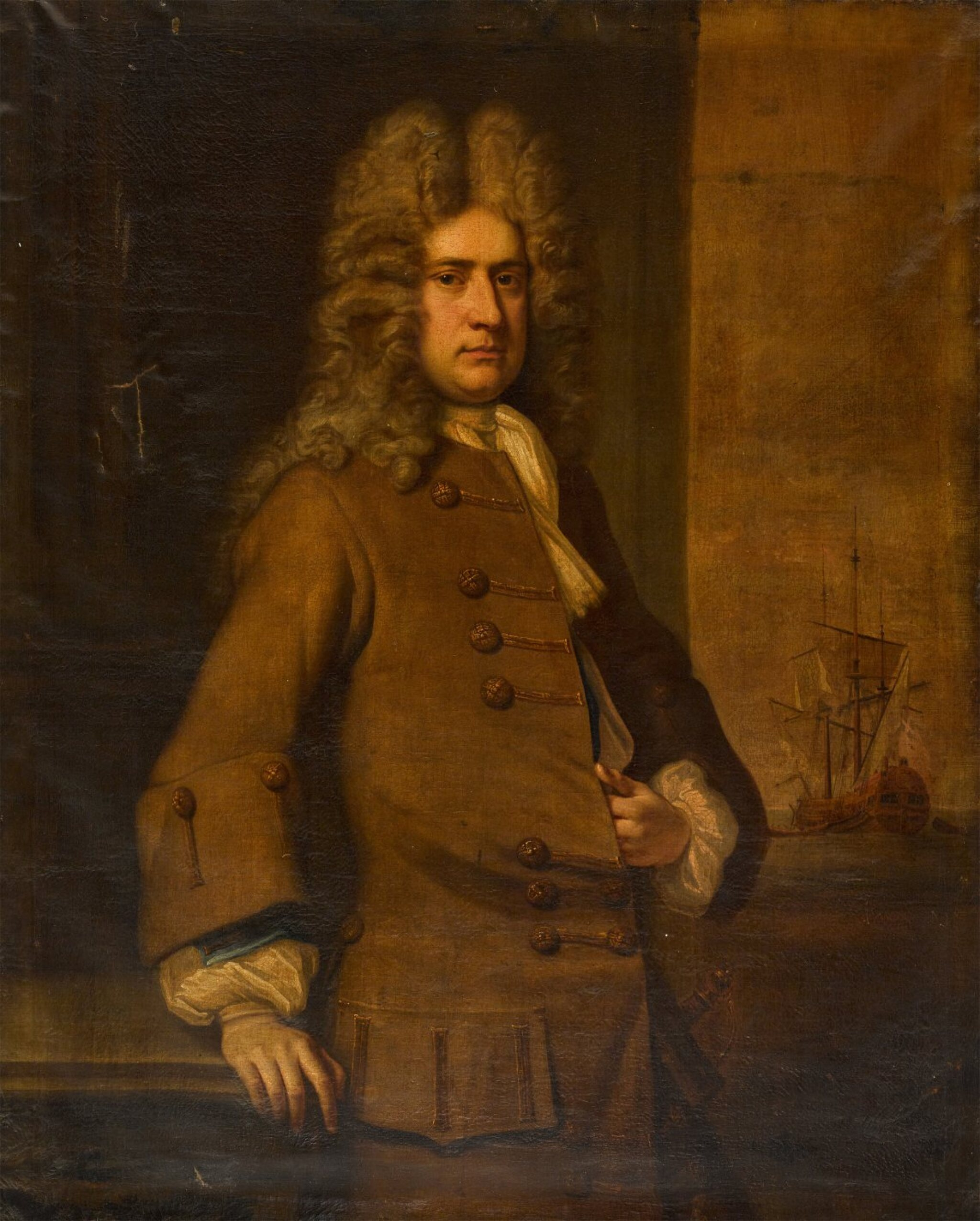
Sir Charles Wager

Poiché la squadra navale inglese del Mediterraneo poteva tranquillamente mantenere i collegamenti con la fortezza assediata, gli spagnoli non riuscirono a isolare la città. Il presidio della fortezza poté essere rafforzato con 5 000 uomini e i rifornimenti erano garantiti dalla flotta al comando del contrammiraglio Charles Wager, Dopo alcuni mesi, grazie alla mediazione del cardinale francese Fleury (1653 – 1743) si giunse il 31 maggio a Parigi a concludere i preliminari per la pace. Di conseguenza il 12 giugno gli spagnoli sospesero l'assedio. A quella data avevano già perso la vita circa 300 soldati inglesi e 1 500 spagnoli.

## L'accordo

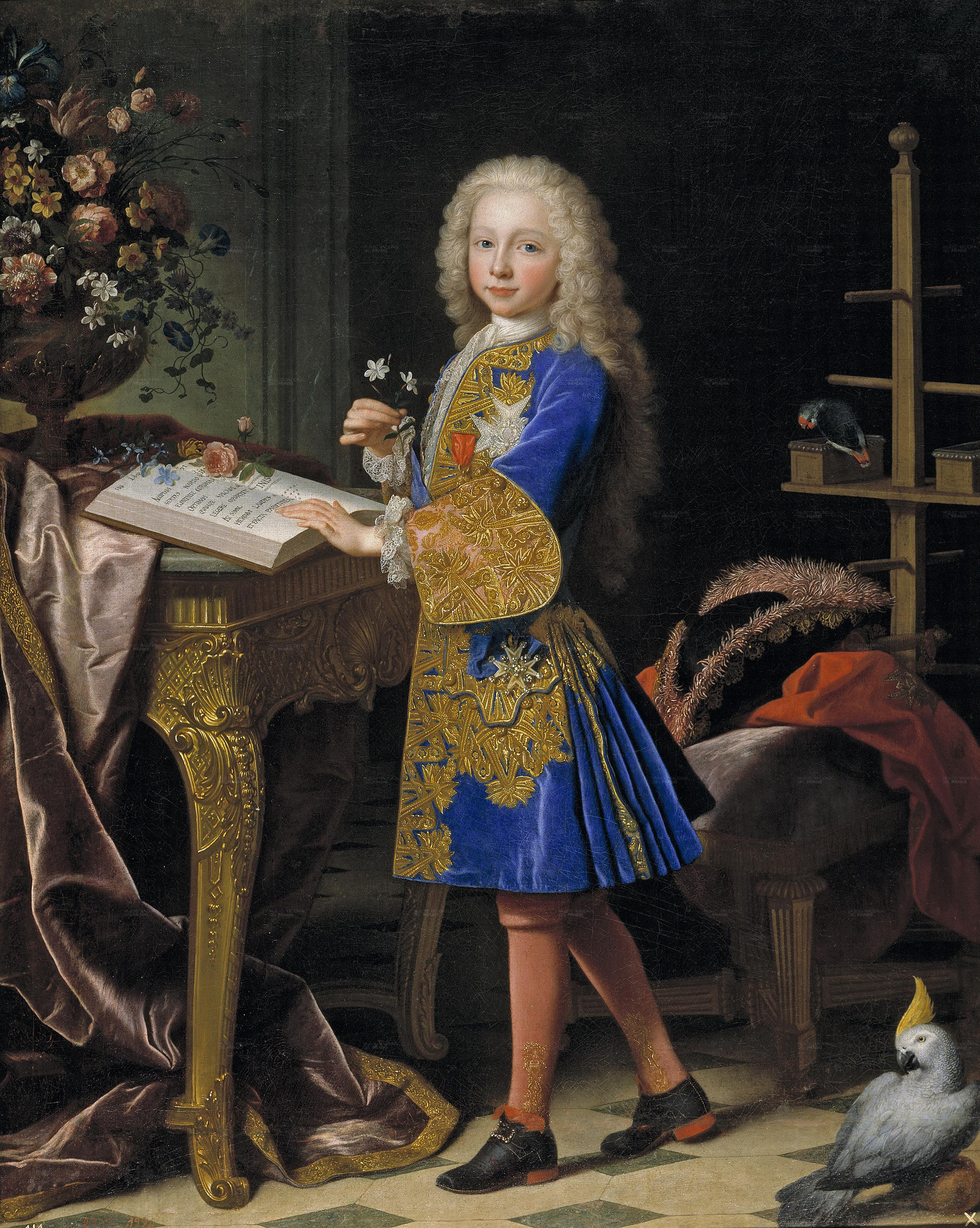
Don Carlos, il futuro Carlo III di Spagna (1716–1788)

La conclusione dei preliminari di pace in Parigi terminarono subito dopo le operazioni militari, con l'eccezione della guerra di corsa nei Caraibi. Ci vollero quattro mesi per appianare i contrasti fra tutte le parti in vista di un congresso di pace. Solo il 14 giugno 1728 iniziarono a Soissons le trattative che durarono fino all'anno seguente senza concludersi. Il 3 dicembre di quell'anno comunque la Prussia uscì dalla alleanza delle case regnanti con il trattato di Berlino, dopo che l'imperatore Carlo VI gli aveva garantito, in cambio del riconoscimento della Prammatica Sanzione austriaca, l'annessione della contea di Jülich-Berg.
Nel 1729 Carlo VI ritirò l'offerta di far maritare le proprie figlie ai figli di Filippo V: il motivo fu che il ministro inglese Walpole aveva dichiarato la disponibilità inglese a riconoscere la Prammatica Sanzione del 1713, mentre gli eventuali matrimoni non avrebbero aggiunto alcun potere agli Asburgo. Poiché tuttavia per i Borbone di Spagna questi due matrimoni erano il motivo principale dell'alleanza, senza alcuna consultazione con Vienna uscirono dall'accordo allora stipulato e il 9 novembre 1729 conclusero il trattato di Siviglia con Francia, Paesi Bassi e Inghilterra. Questo trattato cambiò nuovamente la distribuzione dei poteri in Europa. La Spagna si impegnò ad adoperarsi per lo scioglimento della Compagnia di Ostenda. In cambio le altre potenze garantirono alla Spagna l'insediamento del figlio maggiore del re, don Carlos, nel Ducato di Parma e Piacenza (dopo l'estinzione della dinastia dei principi Farnese), anche eventualmente con un intervento armato.

## Gli eventi post-bellici
La Spagna aveva effettivamente riconosciuto la sovranità inglese su Gibilterra con il trattato di Siviglia, ma il conflitto navale oltremare, in specie nei Caraibi, continuò. Questo condusse infine nel 1739 a una guerra aperta tra Spagna e Inghilterra, che fu chiamata anche Guerra dell'orecchio di Jenkins (1739 – 1742). L'assedio di Gibilterra aveva mostrato la necessità di una riforma dell'esercito spagnolo. Ancora nell'anno 1728 furono istituite in Spagna quattro nuove scuole di artiglieria. Don Carlos poi subentrò effettivamente ai Farnese.
Il 16 marzo 1731 anche Inghilterra e Austria si accordarono. L'imperatore Carlo VI sciolse la Compagnia di Ostenda e l'Inghilterra garantì l'accettazione della Prammatica Sanzione del 1713. L'Austria dovette riconoscere il rientro della presenza spagnola nei ducati italiani. I differenti interessi tuttavia in breve tempo divennero un'importante causa per l'escalation che porterà alla guerra di successione polacca (1733 – 1738). Si era così ricostituito il vecchio sistema europeo, con Francia e Spagna da una parte e Inghilterra e Austria dall'altra a sorvegliare il generale equilibrio fra le potenze.